# EVV Eindhoven in het seizoen 1969/70
Het seizoen 1969/1970 was het 16e jaar in het bestaan van de Eindhovense betaaldvoetbalclub Eindhoven. De club kwam uit in de Tweede divisie en eindigde daarin op de vierde plaats. Tevens deed de club mee aan het toernooi om de KNVB beker, hierin werd de club in de eerste ronde uitgeschakeld door PSV (1–2).

## Wedstrijdstatistieken

### Tweede divisie
|       | AGOVV | Baronie | SC Drente | EDO   | Gooiland | Heerenveen | Hermes DVS | Limburgia | NOAD  | PEC   | RBC   | Roda JC | Velox | FC VVV | Wageningen | ZFC   |
| ----- | ----- | ------- | --------- | ----- | -------- | ---------- | ---------- | --------- | ----- | ----- | ----- | ------- | ----- | ------ | ---------- | ----- |
| Thuis | 2 – 0 | 2 – 0   | 2 – 0     | 1 – 0 | 2 – 2    | 1 – 1      | 2 – 1      | 0 – 1     | 5 – 0 | 1 – 1 | 1 – 2 | 2 – 1   | 2 – 2 | 3 – 0  | 2 – 2      | 1 – 1 |
| Uit   | 2 – 2 | 2 – 3   | 1 – 0     | 0 – 1 | 0 – 1    | 2 – 0      | 1 – 1      | 1 – 1     | 1 – 1 | 1 – 3 | 0 – 4 | 1 – 1   | 3 – 0 | 0 – 0  | 0 – 2      | 0 – 0 |

### KNVB beker
| 1e ronde                                      | Eindhoven         | 1 – 2 (1 – 0) | PSV                              |
| 14 december 1969 Plaats: Eindhoven Aalsterweg | Willy Senders 21' |               | 62' Lazar Radović 66' Nico Mares |

## Statistieken Eindhoven 1969/1970

### Eindstand Eindhoven in de Nederlandse Tweede divisie 1969 / 1970
| Stand | Gespeeld | Gewonnen | Gelijk | Verloren | Punten | Doelpunten voor | Doelpunten tegen |
| ----- | -------- | -------- | ------ | -------- | ------ | --------------- | ---------------- |
| 4e    | 32       | 14       | 13     | 5        | 41     | 49              | 29               |

### Topscorers
| #                | Naam                    | Goal |
| ---------------- | ----------------------- | ---- |
| 1.               | Frans Weijers           | 10   |
| 2.               | Willy Senders           | 8    |
| 3.               | Henk Bloemers           | 6    |
| 3.               | Jack Arendsen           | 6    |
| 5.               | Fritske van der Boer    | 5    |
| 5.               | Wim Brouns              | 5    |
| 7.               | Govert Kooiman          | 2    |
| 7.               | Jo Theunissen           | 2    |
| 7.               | Toon Verhoeven          | 2    |
| 10.              | Gerard Weber            | 1    |
| Eigen doelpunten |                         |      |
| –                | Anton Kanselaar (AGOVV) | 2    |
| Totaal           | Totaal                  | 49   |

| #      | Naam          | Goal |
| ------ | ------------- | ---- |
| 1.     | Willy Senders | 1    |
| Totaal | Totaal        | 1    |

## Voetnoten
AGOVV · Baronie · SC Drente · EDO · Eindhoven · Gooiland · Heerenveen · Hermes DVS · Limburgia · NOAD · PEC · RBC · Roda JC · Velox · FC VVV · Wageningen · ZFC